# Kinga Gacka
Kinga Gacka (25 de octubre de 2001) es una deportista polaca que compite en atletismo, especialista en las carreras de velocidad. Ganó una medalla de bronce en el Campeonato Mundial de Atletismo en Pista Cubierta de 2022, en la prueba de 4 × 400 m.

## Palmarés internacional
| Campeonato Mundial en Pista Cubierta | Campeonato Mundial en Pista Cubierta | Campeonato Mundial en Pista Cubierta | Campeonato Mundial en Pista Cubierta |
| Año                                  | Lugar                                | Medalla                              | Prueba                               |
| ------------------------------------ | ------------------------------------ | ------------------------------------ | ------------------------------------ |
| 2022                                 | Belgrado (Serbia)                    | Medalla de bronce                    | 4 × 400 m                            |